# أندي وليامز
أندرو وليامز (بالإنجليزية: Andrew Williams)‏ (مواليد 23 سبتمبر 1977 في تورونتو) لاعب كرة قدم جامايكي دولي يجيد اللعب في خط الوسط . يلعب حاليا لصالح نادي ريال سالت ليك الأمريكي منذ 2009 .

## روابط خارجية
- أندي وليامز على موقع الاتحاد الدولي (مؤرشف)  (الإنجليزية)
- أندي وليامز على موقع الدوري الأمريكي (الإنجليزية)
- أندي وليامز على موقع قاعدة بيانات كرة القدم.إي يو (الإنجليزية)
- أندي وليامز على موقع ناشيونال فوتبول تيمز (الإنجليزية)
- أندي وليامز على موقع Soccerway.com (الإنجليزية)